# Sérgio Lopes
Sérgio Lopes, all'anagrafe Sérgio Gonçalves Lopes (Osasco, 11 gennaio 1941 – Florianópolis, 5 agosto 2024), è stato un calciatore brasiliano, di ruolo centrocampista.

## Biografia
Iniziò la sua carriera con la squadra giovanile del São Paulo FC e nel 1957 fu promosso ai ranghi professionistici. Giocò per una stagione nel SC Internacional nel 1961 e per cinque con il Grêmio, squadra in cui accumulò 314 presenze e 54 gol. Militò anche con Portuguesa, Athletico Paranaense, Sampaio Corrêa e Figueirense.
Giocò con la maglia numero 10 per la squadra brasiliana in due partite, nell'aprile 1966 per la Coppa Bernardo O'Higgins contro il Cile. Dopo aver lasciato l'agonismo divenne coach, allenando anche una delle sue ex squadre, la Figueirense e, tra le altre, Santa Cruz, Paulista, Athletico Paranaense e Londrina.
Affetto da tempo dalla malattia di Alzheimer, Sérgio Lopes morì a Florianópolis il 5 agosto 2024 per le complicazioni di un cancro all'età di 83 anni.